# Valentin Riedel

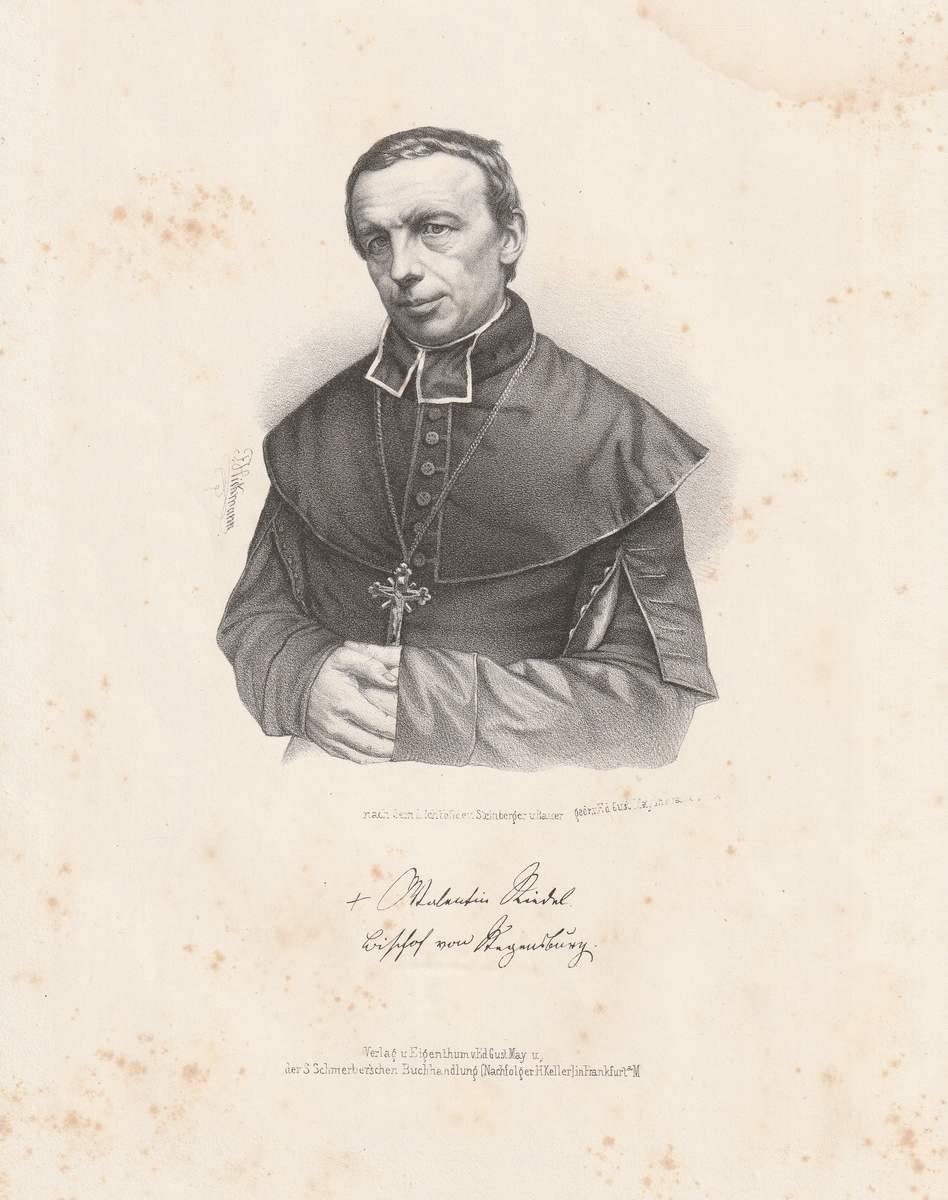
Valentin Riedel

Valentin von Riedel (* 15. Februar 1802 in Lamerdingen; † 6. November 1857 in Regensburg) war von 1841 bis 1857 Bischof von Regensburg.

## Biografie
Valentin Riedel, der aus armen Verhältnissen stammte, wurden der Schulbesuch und Studium durch wohlhabende Gönner ermöglicht. Nach Studium und Priesterweihe 1825 wurde er Prediger bei Sankt Martin in Landshut und anschließend Sankt Michael in München. 1838 wurde er zum Direktor des Priesterseminars und zum Professor für Moral- und Pastoraltheologie am Lyceum in Freising ernannt.
Auf Empfehlung des Ministers Karl von Abel ernannte König Ludwig I. von Bayern Valentin Riedel am 2. September 1841 zum Bischof von Regensburg. Kurze Zeit später jedoch wollte der König die Ernennung Riedels wieder rückgängig machen, indem er Riedel zum freiwilligen Verzicht aufforderte. Der Hintergrund und Auslöser dafür waren wohl die Vorgänge um die Beisetzung der am 13. November 1841 verstorbenen Königin-Witwe Karoline Friederike Wilhelmine, der Stiefmutter Ludwigs I.; da die Verstorbene protestantisch war, waren die katholischen Geistlichen zur Beisetzung der Königin-Witwe in der Gruft der Theatinerkirche nicht in liturgischer Kleidung erschienen und verweigerten jede Art von gottesdienstlicher Handlung. Der König fühlte sich durch diese harte Haltung der katholischen Geistlichkeit brüskiert und verletzt. Auch in dem eben erst zum Bischof von Regensburg ernannten Riedel sah der König offensichtlich einen Vertreter dieser neuen ultrakirchlichen Richtung, zumal er von dem Eichstätter Bischof Karl August von Reisach protegiert wurde, der für seine ultramontane und streng kirchliche Ausrichtung bekannt war. Da Riedel nicht zu einem freiwilligen Verzicht zu bewegen war, wurde er am 13. März 1842 zum Bischof von Regensburg geweiht. In Regensburg kam es bald zu heftigen Spannungen mit dem in kirchlichen Fragen gemäßigten Domdekan Melchior von Diepenbrock, obwohl Riedel ihn kurz nach Inbesitznahme des Bistums zu seinem Generalvikar ernannt hatte.
Als Bischof galt seine besondere Sorge der Förderung und Ausbildung des Priesternachwuchses. Dazu initiierte er 1844 die Gründung des Bischöflichen Knabenseminars am Gymnasium der Benediktiner in Metten. Außerdem richtete er 1846 einen Emeritenfond zur Unterstützung alter Seelsorger ein und führte in seinem Bistum regelmäßige Priesterexerzitien ein. Auch die seit den 1830er Jahren einsetzende Wiederherstellung des katholischen Kloster- und Ordenslebens im Bistum Regensburg wurde von Riedel tatkräftig gefördert und unterstützt. So konnten während seiner Amtszeit zahlreiche alte Orden ihre ehemaligen Klöster wieder besiedeln; zugleich aber wurden auch Niederlassungen neuer Ordensgemeinschaften eröffnet.

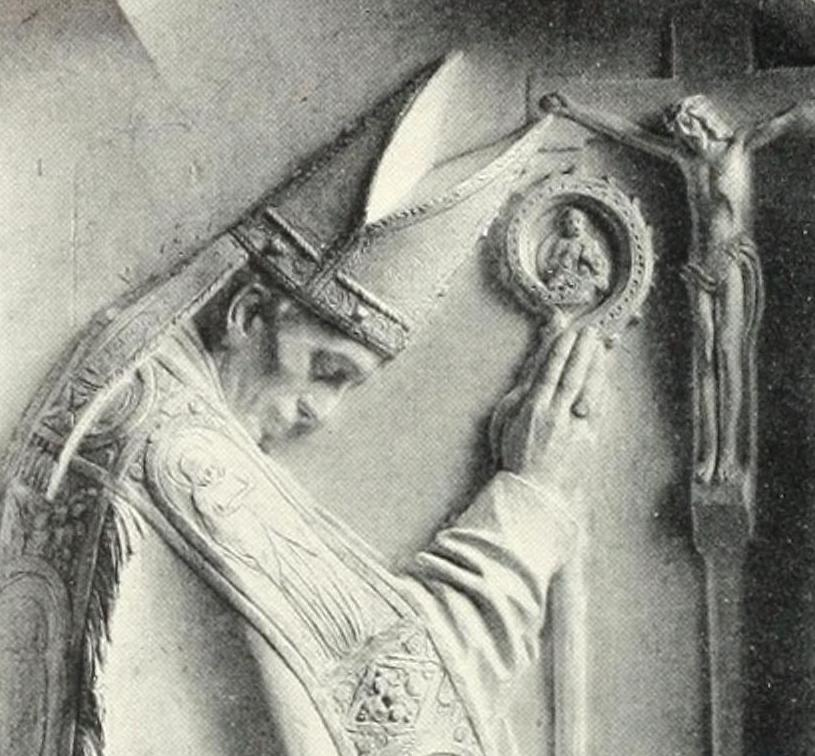
Georg Busch: Porträtrelief von Valentin von Riedel, Epitaph im Regensburger Dom

Zur Förderung und Erneuerung der kirchlichen Kunst gründete er 1854 zusammen mit Abt Gregor Scherr OSB im Kloster Metten den kirchlichen Kunstverein für die Diözese Regensburg. Auch die Reform der Kirchenmusik war ein besonderes Anliegen Riedels; dazu unterstützte er den Regensburger Kanoniker und Kirchenmusiker Carl Proske mit seiner Forderung nach einer dem christlichen Gottesdienst angemessenen Musik, die an die Stelle der als weltlich und unkirchlich geltenden Orchesterwerke des 18. Jahrhunderts treten sollte. Im Auftrag Riedels erarbeitete Proske eine Sammlung von Werken alter Meister für den Gebrauch im Gottesdienst (Musica Divina). Außerdem erließ er noch 1857 für das Bistum Regensburg entsprechende Richtlinien für die Kirchenmusik.